# Sonata per a piano núm. 6 (Beethoven)
La Sonata per a piano núm. 6 en fa major, op. 10, núm. 2, és la segona de les tres sonates op. 10 de Ludwig van Beethoven dedicades a Anna Margarete von Browne, la dona del comte Johann von Browne (1767-1827), un diplomàtic rus resident a Viena que era un dels mecenes de Beethoven. La comtessa també va rebre les dedicatòries de les Variacions, WoO 76 i WoO 71. Les primeres crítiques van elogiar les Sonates op. 10, assenyalant que van ser compostes en "un estil viril i seriós." Aquesta és una composició del primer període creatiu, anticipant obres en do menor més notables, com la Sonata Patètica i la Cinquena simfonia.
Les tres obres de l'opus 10 estan en do menor, fa major i re major. Les va escriure entre 1795 i el juliol de 1798 i les va publicar el mateix any per Eder.
La Sonata núm. 6 dura uns 14 minuts.

## Estructura
L'Opus 10 núm. 2 consta de tres moviments:
- I. Allegro, en fa major
- II. Allegretto, en fa menor
- III. Presto, en fa major

### I. Allegro
El primer moviment és un allegro en forma sonata; cal destacar que en el desenvolupament no es fa un ús clar dels temes de l'exposició.

### II. Allegretto
El segon moviment és un allegretto amb estructura ternària, AB-A', amb un tema principal en fa menor al que li segueix la secció central en re major. El moviment conclou amb la repetició ornamentada del primer tema. Encara que pel tempo i l'estructura podria ser catalogat com un minuet amb trio, el caràcter malenconiós d'aquest allegretto no coincideix amb l'esperit lleuger i dansaire del minuet.

### III. Presto
L'últim moviment és en fa major, en forma sonata, en el que destaca l'exposició amb un fugat.